# Grote vlokslak
De grote vlokslak (of vlokkige zeeslak) (Aeolidia papillosa) is een slakkensoort uit de familie van de vlokslakken (Aeolidiidae). De wetenschappelijke naam van de soort werd in 1761 voor het eerst geldig gepubliceerd door Carl Linnaeus. Het is de grootste en een van de meest algemeen voorkomende zeenaaktslakken in Nederland, die bijna overal te vinden is.

## Beschrijving
De grote vlokslak kan gemakkelijk worden geïdentificeerd door zijn grote aantal cilindrische uitstekels (cerata) die zijn lichaam bedekken, behalve een driehoekig gebied dat zich uitstrekt van de rinoforen tot het midden van het dorsum. De kleur is variabel (van spierwit tot lichtbruin of grijs), meestal met gespikkelde donkere markeringen in de hoofd- en ruggebieden. Om te onderscheiden van verschillende Aeolidia, heeft A. papillosa een duidelijk "V"-vormig vlek op de voorkant van zijn kop van het dier dat zich uitstrekt van de ene orale tentakel tot de tegenoverliggende tentakel. Een volwassen grote vlokslak kan tot 120 mm lang worden. De eieren worden uitgezet in een aparte draad die heen en weer is opgerold en in een spiraal wordt gelegd.

## Verspreiding en ecologie
Deze naaktslaksoort gedijt in koude, gematigde wateren op het noordelijk halfrond aan de Atlantische kust van de Britse Eilanden en Noord-Europa, de Atlantische kust van Noord-Amerika en de noordelijke Pacifische kust van Noord-Amerika. Onlangs is aangetoond dat deze soort een beperktere verspreiding heeft dan eerder werd gedacht, met dieren uit Californië, Frankrijk en Chili als drie andere soorten. Deze zeeslakken leven meestal in intergetijdengebieden en sublitorale gebieden, maar zijn ook waargenomen tot een diepte van 800 meter.
De grote vlokslak voedt zich met zeeanemonen, zoals de paardenanemoon (Actinia equina), wasroos (Anemonia viridis) en Metridium dianthus in het intergetijdengebied en Actinothoe sphyrodeta in het sublitoraal. Naast de slibanemoon en het golfbrekeranemoontje staat in Nederland vooral de zeeanjelier (Metridium senile) op diens menukaart.